# Вудрафф (Юта)
Вудрафф (англ. Woodruff) — місто (англ. town) в США, в окрузі Рич штату Юта. Населення — 169 осіб (2020).

## Географія
Вудрафф розташований за координатами 41°31′18″ пн. ш. 111°9′47″ зх. д. / 41.52167° пн. ш. 111.16306° зх. д. (41.521663, -111.162968).  За даними Бюро перепису населення США в 2010 році місто мало площу 1,20 км², уся площа — суходіл.

## Демографія
Згідно з переписом 2010 року, у місті мешкало 180 осіб у 56 домогосподарствах у складі 46 родин. Густота населення становила 151 особа/км².  Було 76 помешкань (64/км²).
Расовий склад населення:
| - 99,4 % — білих - 0,6 % — вихідців з тихоокеанських островів |

До двох чи більше рас належало 0,0 %. Частка іспаномовних становила 0,0 % від усіх жителів.
За віковим діапазоном населення розподілялося таким чином: 33,9 % — особи молодші 18 років, 54,4 % — особи у віці 18—64 років, 11,7 % — особи у віці 65 років та старші. Медіана віку мешканця становила 31,5 року. На 100 осіб жіночої статі у місті припадало 114,3 чоловіків;  на 100 жінок у віці від 18 років та старших — 101,7 чоловіків також старших 18 років.
Середній дохід на одне домашнє господарство  становив 69 726 доларів США (медіана — 68 214), а середній дохід на одну сім'ю — 73 196 доларів (медіана — 68 750). 
Цивільне працевлаштоване населення становило 88 осіб. Основні галузі зайнятості: будівництво — 34,1 %, роздрібна торгівля — 13,6 %, транспорт — 11,4 %, освіта, охорона здоров'я та соціальна допомога — 10,2 %.